# بال‌لی‌اوزوم (آرتوین)
بال‌لی‌اوزوم (به ترکی استانبولی: Ballıüzüm) یک منطقهٔ مسکونی در ترکیه است که در آرتوین واقع شده‌است. بال‌لی‌اوزوم ۴۸ نفر جمعیت دارد.